# Arturos Insel
Arturos Insel (Originaltitel L’isola di Arturo) ist ein Roman der italienischen Schriftstellerin Elsa Morante aus dem Jahr 1957. Als erste Frau wurde sie hierfür mit dem italienischen Literaturpreis Premio Strega ausgezeichnet. Die deutsche Übersetzung von Susanne Hurni-Maehler wurde erstmals 1959 veröffentlicht, insgesamt erschienen weltweit über 25 Übersetzungen des Werkes.

## Handlung

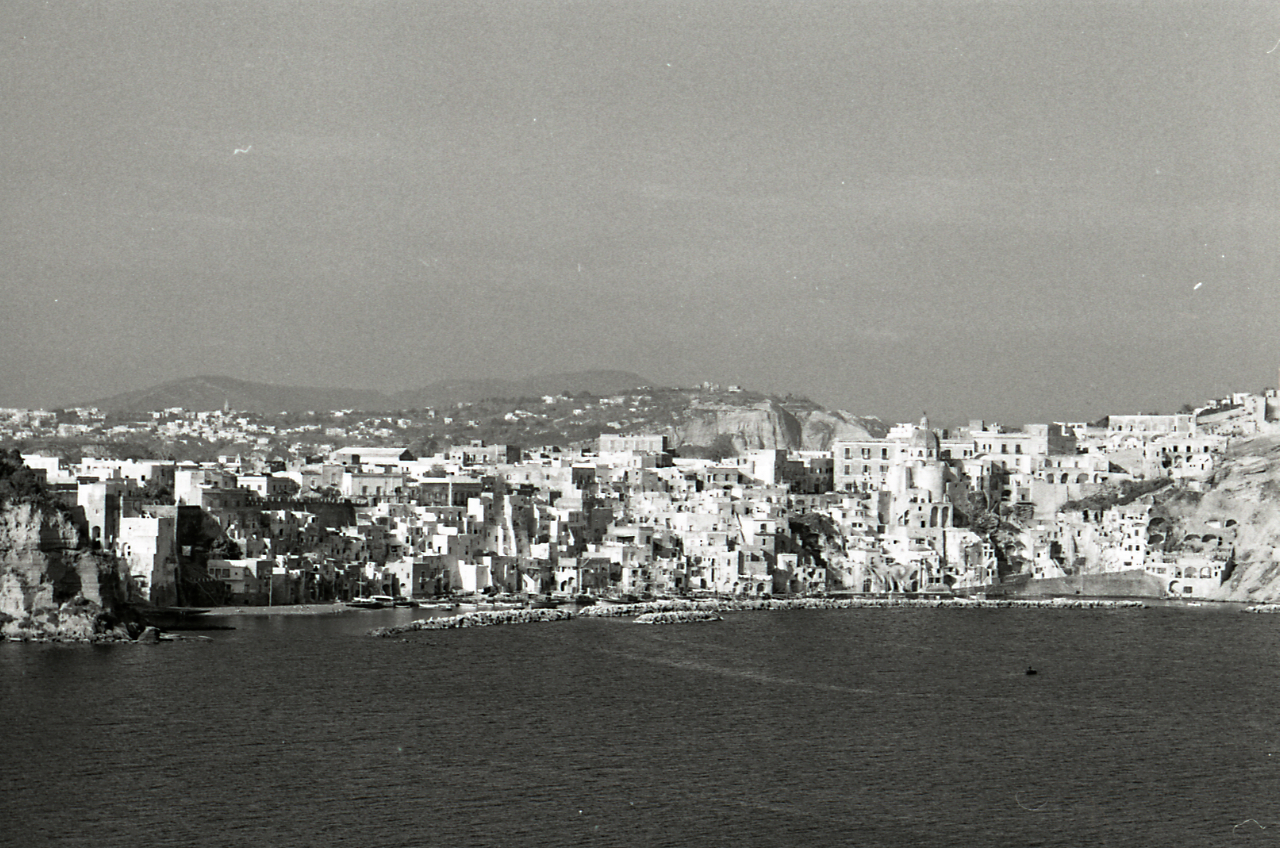
Procida im Jahr 1972

Arturo Gerace wächst in den 1920er- und 1930er-Jahren auf der Insel Procida im Golf von Neapel auf. Seine Mutter ist bei seiner Geburt gestorben, er vergöttert sie, ohne sie je gesehen zu haben. Sein Vater Wilhelm grenzt sich mit blonden Haaren (seine Mutter war Deutsche) bereits äußerlich von allen anderen Bewohner der Insel ab, er gilt als ausgesprochen schöner Mann. Auch geistig fühlt sich Wilhelm allen anderen Inselbewohnern überlegen und gibt diese Verachtung auch seinem Sohn Arturo mit auf den Weg. Verhasst ist dem Vater ein Gefängnis, das sich auf der Insel befindet. Arturo sucht die Nähe zu seinem Vater, der jedoch meist auf Distanz bleibt und oft die Insel für lange Zeit ohne größere Erklärungen verlässt. Gerne möchte er mit seinem Vater einmal die Insel verlassen, doch der unternimmt lieber alleine seine Reisen. 
Bei den häufigen Abwesenheiten seines Vaters ist Arturo weitgehend alleine gestellt, nur die ersten Jahre hat er mit dem gutherzigen Silvestro einen von Wilhelm bezahlten Ziehvater. Die Geraces leben in einer majestätischen, aber halb verfallenen Villa, die Wilhelm einst von einem geheimnisvollen älteren Herrn vererbt bekommen hatte. Der Junge liest in den Büchern der Bibliothek über männliche Heldenverehrung und Rittertum, zur Schule geht er indes nicht. Das Lebewesen, zu dem er den engsten Kontakt hält, ist sein Hund Immacolatella. Arturo erkundet die Insel, fährt Boot und schwimmt im Meer. Eines Tages stirbt Immacolatella, als sie ihren einzigen Wurf zur Welt bringt.
Als Arturo 14 Jahre alt ist, bringt sein Vater eine neue Braut auf die Insel: Nunziatella ist nur etwa zwei Jahre älter ist als Arturo. Sie kommt aus einer armen Familie in Neapel und wurde gedrängt, den schönen und recht wohlhabenden Wilhelm zu heiraten. Nun, nach der Hochzeit, hat der bekennende Frauenhasser Wilhelm aber vor allem Hohn und Spott für seine junge, naive Braut übrig. Zunächst ist auch Arturo voller Feindseligkeit gegen seine neue Stiefmutter, da sie in seinen Augen den Platz seiner verstorbenen Mutter einnehmen möchte. Seine Gefühlswelt spielt verrückt, es beunruhigt den Jungen, wenn er seinen Vater und seine Stiefmutter nachts miteinander schlafen hört. Bald verliebt sich Arturo in Nunziatella, die ihn zwar mag, seine sexuellen Avancen aber zurückweist. Nunziatella bringt ein blondes Kind zur Welt, das eine Zeit lang Arturo in ihrer Zuneigung ersetzt.
Gegen Ende des Romans findet Arturo heraus, dass Wilhelm eine zunächst schwer zu erklärende Zuneigung für einen Gefangenen des Inselgefängnisses hegt. Nach und nach erkennt Arturo, dass Wilhelm den jungen Gefangenen Tonino offenbar liebt, diese Liebe aber nur einseitig ist. Ebenso muss Arturo erkennen, dass sein Vater hauptsächlich mit kriminellen Machenschaften sein Geld verdient. Der für Arturo lange Jahre übermenschlich wirkende Vater scheint auf einmal zu einem Normalsterblichen zu schrumpfen. 
Arturo möchte nun mit Nunziatella die Insel verlassen, doch sie liebt weiterhin seinen Vater, auch wenn sie an dessen Seite unglücklich bleiben dürfte. Arturo gerät über die Abfuhr in Wut und reißt seiner Stiefmutter einen Ohrring aus. Der Vater Wilhelm sucht eine Versöhnung mit Arturo, die dieser aber ablehnt. Vor der geplanten Abreise schickt Nunziatella Arturo den goldenen Ohrring, den er ihr bei dem letzten Streit abgerissen hatte, und ein Stück süße Pizza, die sie extra für seinen 16. Geburtstag gebacken hatte. Für einen Moment ist Arturo versucht, zu seiner Stiefmutter zurückzukehren, entscheidet sich aber schließlich dafür, Procida hinter sich zu lassen. Zusammen mit seinem einstigen Ziehvater Silvestro verlässt Arturo die Insel, um erstmals in seinem Leben das Festland zu betreten und sich für den Dienst im Zweiten Weltkrieg zu melden.

## Erzählperspektive
Die Hauptfigur Arturo erzählt, viele Jahre später, rückblickend aus der Ich-Perspektive über Kindheit und Jugend. Dabei deutet er hin und wieder Ereignisse und Enthüllungen an, die dann erst im späteren Verlauf des Buches passieren. 

## Hintergrund

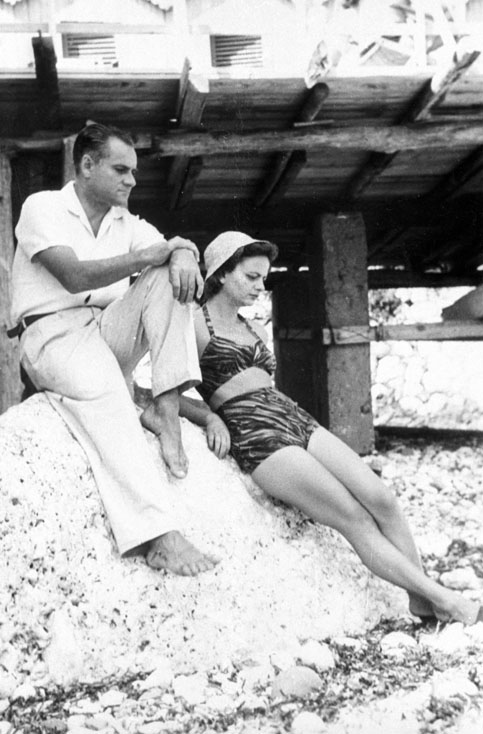
Elsa Morante und Ehemann Moravia auf Capri in den 1940er-Jahren

Arturos Insel wurde nach seiner Veröffentlichung beim Verlag Einaudi mit dem Premio Strega als bestes italienisches Buch des Jahres 1957 ausgezeichnet. Elsa Morante war die erste Frau, die den seit 1947 vergebenen Literaturpreis gewinnen konnte. Laut einem Artikel vom Spiegel im Jahr 1959 war die Verleihung an Morante umstritten, da Kritiker in dem Preisgewinn vor allem das Werk von Morantes Ehemann Alberto Moravia sahen, der im italienischen Literaturbetrieb eine einflussreiche Stellung hatte. So wurde kommentiert, die Auszeichnung sei an das „Haus Moravia“ gefallen.
Dem Buch werden autobiografische Elemente zugeschrieben, so heißt es, dass Morante lieber ein Junge gewesen wäre und zum Ärger ihre Mutter lieber mit ihren jüngeren Brüdern spielte. „Arturo, c’est moi“, äußerte Morante einmal. In den Figuren verhandelt Morante dementsprechend Entwürfe von Männlichkeit und Weiblichkeit. Das in den 1950er-Jahren in Italien noch weitgehend tabuisierte Thematik der Homosexualität spricht Morante, die mit homosexuellen Künstlern wie Luchino Visconti oder Pier Paolo Pasolini eng befreundet war, ebenfalls an.
Binnen zehn Jahre nach Erscheinen erfolgten Übersetzungen in 14 Sprachen, so auch die bis heute verwendete deutsche Übersetzung von Susanne Hurni-Maehler aus dem Jahr 1959. Aber auch 2019 erfolgte noch eine Neuübersetzungs in Englische und 2023 eine Erstübersetzung ins Kroatische. Der Roman hat sich inzwischen als ein Klassiker der italienischen Nachkriegsliteratur etabliert und wird in Italien auch häufiger im Schulunterricht behandelt.

## Kritiken
Florian Illies listete den Roman 2019 in Die Welt als eines der zehn prägenden Bücher seines Lebens: Es sei der „klassische Coming-of-Age-Roman – an einem der Orte auf Erden, um den einen sicher sogar die Götter beneiden: Procida, die kleine Insel im Golf von Neapel“. Die Beschreibungen der italienischen Natur und der Sonne seien aber ohne romantische Verklärung, und beim Lesen spüre man „den warmen Wind, der vom Meer heraufblies und die Tapferkeit, den Mut, die Sanftheit des jungen Helden“. Der Roman habe in ihm Sehnsucht nach „dem Zauber Neapels und des unvergleichlichen Lichts des Südens“ gepflanzt.
Ebenfalls 2019 bezeichnete Tim Parks im London Review of Books das Buch als „Meisterwerk“ und kommentierte, Morantes „charakteristische Leistung besteht darin, aus dem Elend der Umstände eine entrückte Fantasie zu zaubern“.

## Verfilmung
1962 erschien die Verfilmung Insel der verbotenen Liebe unter Regie von Damiano Damiani.

## Ausgaben
- L’isola di Arturo. Einaudi, Turin 1957.
  - deutsche Erstveröffentlichung: Arturos Insel. Roman. Aus dem Italienischen von Susanna Hurni-Maehler. Claassen, Hamburg 1959.
  - DDR-Erstveröffentlichung: Arturos Insel. Roman. Aus dem Italienischen übersetzt von Susanna Hurni-Maehler. Rütten & Loening, Berlin 1977.
  - Neuauflage: Arturos Insel. Aus dem Ital. übers. von Susanne Hurni-Maehler. Mit einem biograf. Nachw. von Maja Pflug. Wagenbach, Berlin 2005, ISBN 978-3-8031-2514-9.